# Yemima Avidar-Tchernovitz
Yemima Avidar-Tchernovitz (hebräisch ימימה אבידר-טשרנוביץ; 8. Oktober 1909 in Vilnius, Russisches Kaiserreich – 20. März 1998 in Jerusalem) war eine israelische Kinderbuchautorin.

## Leben
Ihre Eltern waren Bella Tchernovitz (geb. Feldman, 1882–1928) und Samuel Tchernovitz (1879–1929). Ihr Vater war Herausgeber der Zeitungen Ha-Zefirah, Ha-Am and Olam Katan und schrieb auch für andere hebräische und jiddische Zeitungen. Ihr älterer Bruder war der Diplomat Jacob Tsur (geb. Tchernovitz, 1906–1990). Im Elternhaus wurde Hebräisch gesprochen und die jüdische Kultur war sehr wichtig. Sie besuchte den Kindergarten der Organisation Hovevei Sefat Ever in Moskau, die den Erhalt und Gebrauch der hebräischen Sprache förderte. Im Alter von 12 Jahren kam sie 1921 nach Zwischenaufenthalten in Kiew und Warschau in Palästina an, besuchte zunächst die Schule im Moschawa Bet Gan und dann in Jerusalem. Bereits im Alter von 14 Jahren wurde ihr erstes Werk veröffentlicht, eine Kurzgeschichte in der New Yorker Kinderzeitung Eden. 1925 zog die Familie nach Tel Aviv.
Sie studierte 1931 und 1932 Pädagogik bei Charlotte Bieler, Alfred Adler und Anna Freud in Berlin und Wien. In Wien traf sie ihren Mann Yosef Rochel (1906–1995), der seinen Nachnamen 1948 in Avidar umänderte und später Generalmajor der Israelischen Verteidigungsstreitkräfte, Botschafter in der Sowjetunion sowie Botschafter in Argentinien war. Nach ihrer Rückkehr nach Tel Aviv war sie bis 1945 Erzieherin und Direktorin eines Kindergartens. Während der Zeit als Kindergärtnerin schrieb sie ihre ersten Kinderbücher. 1953 zog sie mit ihrer Familie nach Jerusalem, wo sie 1998 verstarb.

## Werk

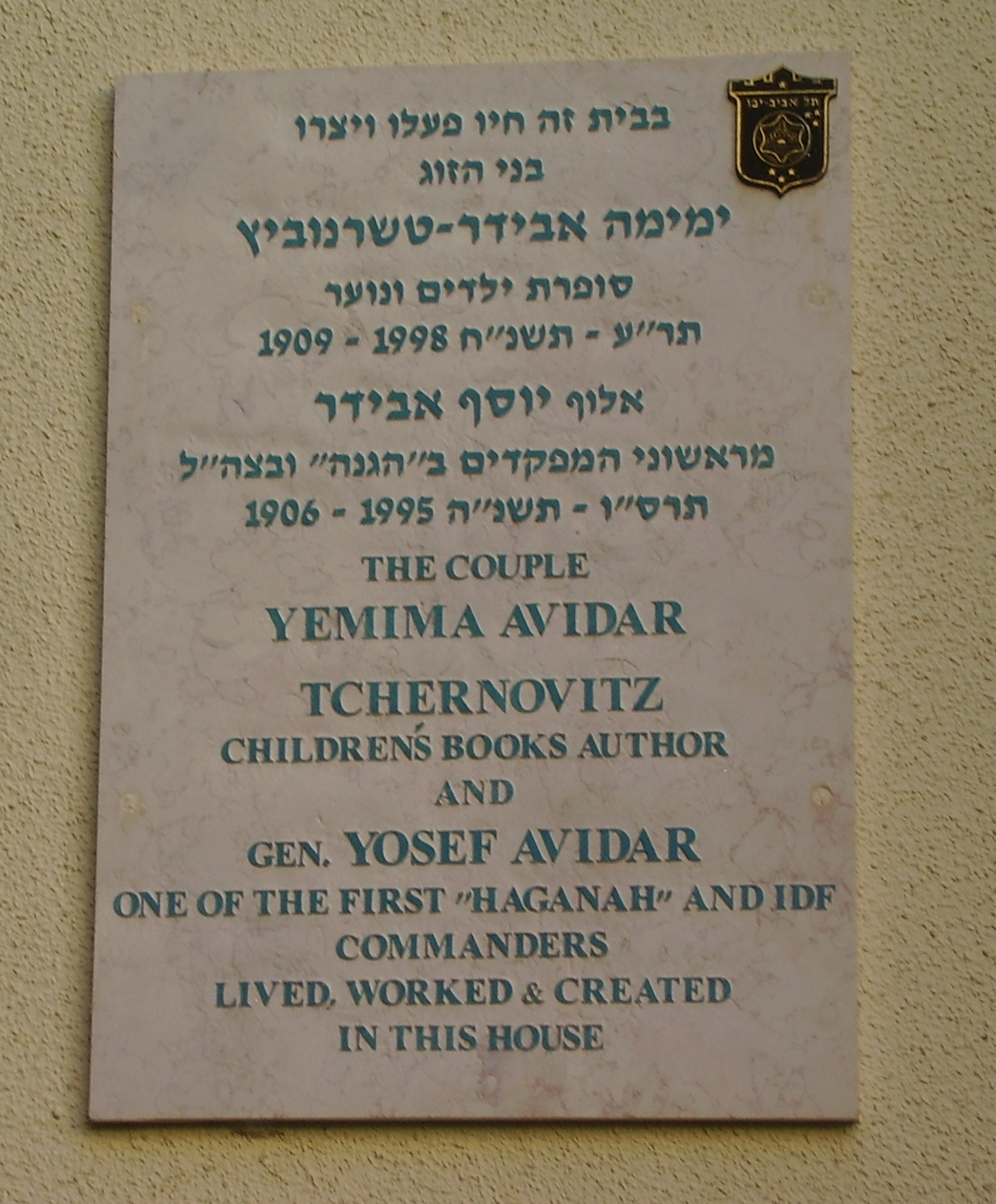
Gedenktafel am ehemaligen Wohnhaus der Autorin

Avidar-Tchernovitz’ Werke gelten als Klassiker der Kinderliteratur in Israel. Sie war eine der ersten, die das Leben von Kindern in Israel in Kinderbüchern behandelte, und die Darstellung von realistischen Figuren in einfachen Verhältnissen ist charakteristisch für ihr Gesamtwerk, so etwa in Shemonah be-ikvot Ehad (1945), das als ihr bekanntestes Buch gilt. Ihre Werke wurden für das Theater, Fernsehen und das Kino adaptiert und in mehrere Sprachen übersetzt. Sie selbst übersetzte Werke der Kinderliteratur ins Hebräische. 1985 wurde an der Hochschule Beit Berl das Institut für Kinderliteratur nach ihr als Merkaz Yemima benannt.

## Auszeichnungen
- Aaron-Ze’ev-Preis für Kinderliteratur 1983
- Israel-Preis 1984
- Yakir Yerushalayim (Ehrenbürgerin der Stadt Jerusalem) 1992